# Idalus troias
Idalus troias là một loài bướm đêm thuộc phân họ Arctiinae, họ Erebidae.